# Сефардская Википедия
Сефардская Википедия — раздел Википедии на еврейском сефардском языке (ладино). Первая правка в нём была сделана в 2005 году. Один из трех разделов википедии на еврейских языках (наряду с ивритским и идиш).
Традиционно на ладино использовали письменность на основе еврейского письма, однако сегодня большинство носителей используют латиницу. В сефардском разделе википедии есть статьи, написанные обоими алфавитами, но большинство — латиницей.
По состоянию на 18:27 (UTC) 31 июля 2025 года раздел содержит 3855 статей, занимая по этому параметру 230-е место среди всех языковых разделов.
В разделе зарегистрировано 23 373 участника, 4 из них имеют статус администратора; 22 участника совершили какие-либо действия за последние 30 дней; общее число правок за время существования раздела составляет 214 738.
Данный раздел использует принцип добросовестного использования (fair use). В настоящее время общее количество загруженных в раздел файлов составляет 21.